# Congregació de Feuillant
La Congregació de Feuillant, en llatí Congregatio Fuliensis, va ésser una reforma observant de l'Orde del Cister nascuda a l'abadia de Notre-Dame de Feuillant, prop de Tolosa de Llenguadoc, sota l'impuls del venerable Jean de La Barrière en 1577. Amb el temps, esdevingué una congregació independent, amb constitucions pròpies, coneguda també com a Orde Fulienc. Els fuliencs feien servir les sigles O.Cist. (Ful). Desaparegué amb la Revolució francesa, entre 1791 i 1802.

## Història
L'orde tenia el seu origen a l'abadia cistercenca de Notre-Dame de Feuillant, a la diòcesi de Rius, prop de Tolosa de Llenguadoc. Havia estat fundada el 1145 i havia esdevingut abadia comandatària en 1493, governada llavors per seglars aliens a la vida monàstica. En 1562 va passar a mans de Jean de La Barrière (1544-1600) qui, desitjant fer vida religiosa, ingressà a l'Orde del Cister en 1573 i passà a ésser abat de Feuillant en 1577.

### Reforma de Feuillant
La comunitat estava en un estat de decadència moral i espiritual molt accentuat, per la qual cosa, l'abat va voler reformar-la, tornant la disciplina a la seva austeritat i rigor originals i iniciant una reforma observant de retorn a la regla original en línia amb les que seguien altres ordes arran de les directrius del Concili de Trento per a la reforma dels ordes religiosos.

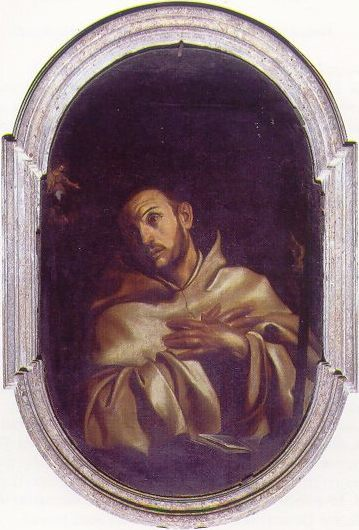
Jean de La Barrière, fundador de la congregació.

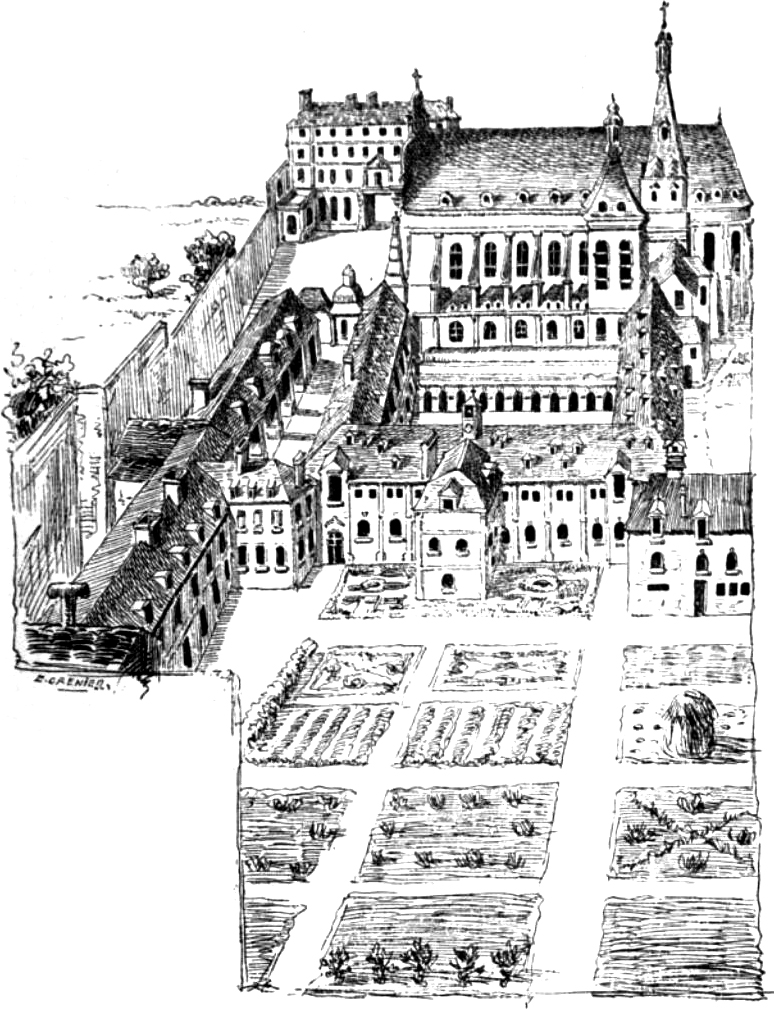
Gravat del monestir fulienc de París, llavors casa mare de l'orde.

La reforma proposada era molt rigorosa: els monjos havien de portar el cap descobert i anar descalços al monestir, el dejuni de carn i ous era perpetu i només menjaven pa, verdures i cereals, i només bevien aigua; en la quaresma, només prenien pa i aigua. Es renunciava, per tant, al consum habitual en altres ordes de vi, peix, ous, lactis i sal. Dormien sobre fustes amb pedres com a coixí i només es podia dormir quatre hores. Es feien els àpats de genolls, ja que no feien servir mobles i col·locaven els plats sobre el terra. El silenci i les penitències eren habituals, i es feien treballs manuals durs i agrícoles, tot i que els que vivien en monestirs a ciutats feien de predicadors, ajudant al clergat local.
L'aplicació rigorosa de la regla va atreure molts novicis, de manera que només un any més tard el monestir en tingués 150, la qual cosa va obligar a obrir noves fundacions reformades. Feuillant esdevingué la casa mare i cap de les comunitats reformades, que formaren primer una congregació dintre de l'orde cistercenc, la Congregació de la Mare de Déu de Feuillant de l'Orde Cistercenc, i després una congregació (un orde monàstic, de fet) independent. De Feuillant van prendre el nom els religiosos d'aquesta reforma, anomenats Feuillants en francès, o fuliencs (del llatí fulietani o fulienses).

### Impuls del moviment reformista
El moviment reformista va trobar ressò a Roma, i en 1581 Gregori XIII promulgà un breu pontifici lloant la reforma. Sixt V va lloar-lo obertament en un breu de 1586 i en 1589 va ésser confirmada com a congregació independent. El reconeixement anà acompanyat de la fundació de nous monestirs. El 1587, Sixt V va cridar els fuliencs a Roma i els va donar l'església de Santa Pudenziana per fundar-hi un monestir reformat; el mateix any, Enric III de França, protector de Jean de La Barrière, fundà una comunitat reformada a París, al carrer de Saint-Honoré, en 1587. Els fuliencs de París van convertir-se en casa principal de l'orde a França.
Al si de l'Orde del Cister, va haver-hi sectors que trobaren excessives les pràctiques rigoroses i ascètiques dels fuliencs, sobretot perquè pensaren que conduiria a una escissió de l'orde i a la creació d'una branca diferenciada, com havia passat amb altres ordes religiosos o en l'origen del mateix Cister. La confirmació papal de l'orde de 1589 l'establia com una congregació separada de l'Orde del Cister i en 1596 una butlla de Climent VIII exonerà els monestirs de la Congregació de Feuillant de la jurisdicció dels abats cistercencs, permetent-los redactar noves constitucions. Això equivalia a equiparar el rang la Congregació de Feuillant al d'un orde religiós.
Al capítol general fulienc de 1592, a Roma, va començar a fer-se palesa la dissensió interna de l'orde, sobretot arran de les diferent actituds entorn del rigor de la regla: Jean de La Barrière fou deposat i es trià un nou general.

## La Congregació de Feuillant independent
Tot i que els fuliencs continuaren dient-se "congregació cistercenca", eren independents, amb constitucions i superior propis. El mateix orde cistercenc exigia des de 1605 als fuliencs que volien ingressar al Cister un nou noviciat, considerant que el que havien fet a la congregació fulienca no era adequat.
Les noves constitucions, on Climent VIII va recomanar que es disminuís el rigor de la regla reformada per La Barrière, van ésser aprovades el mateix 1595. Ara es permetia menjar ous, peix, lactis, oli i vi, i els monjos podien fer servir sandàlies i dormir en matalassos. Malgrat això, van mantenir un grau de vida ascètica molt alt. Els fuliencs tenien un govern centralitzat, amb un general elegit i capítols generals triennals. Els abats de cada casa eren elegits també per tres anys.
El 1598 els fuliencs van prendre possessió d'un segon monestir a Roma, San Bernardo alle Terme. En 1630, per raons polítiques, el papa Urbà VIII va separar dues branques autònomes: els fuliencs de França, amb el nom de Congregació de Notre-Dame de Feuillant, amb 24 monestirs, que retindrien la denominació de fuliencs, i els fuliencs d'Itàlia (Foglianti), que prengueren el nom de Reformats de Sant Bernat o Bernardoni.

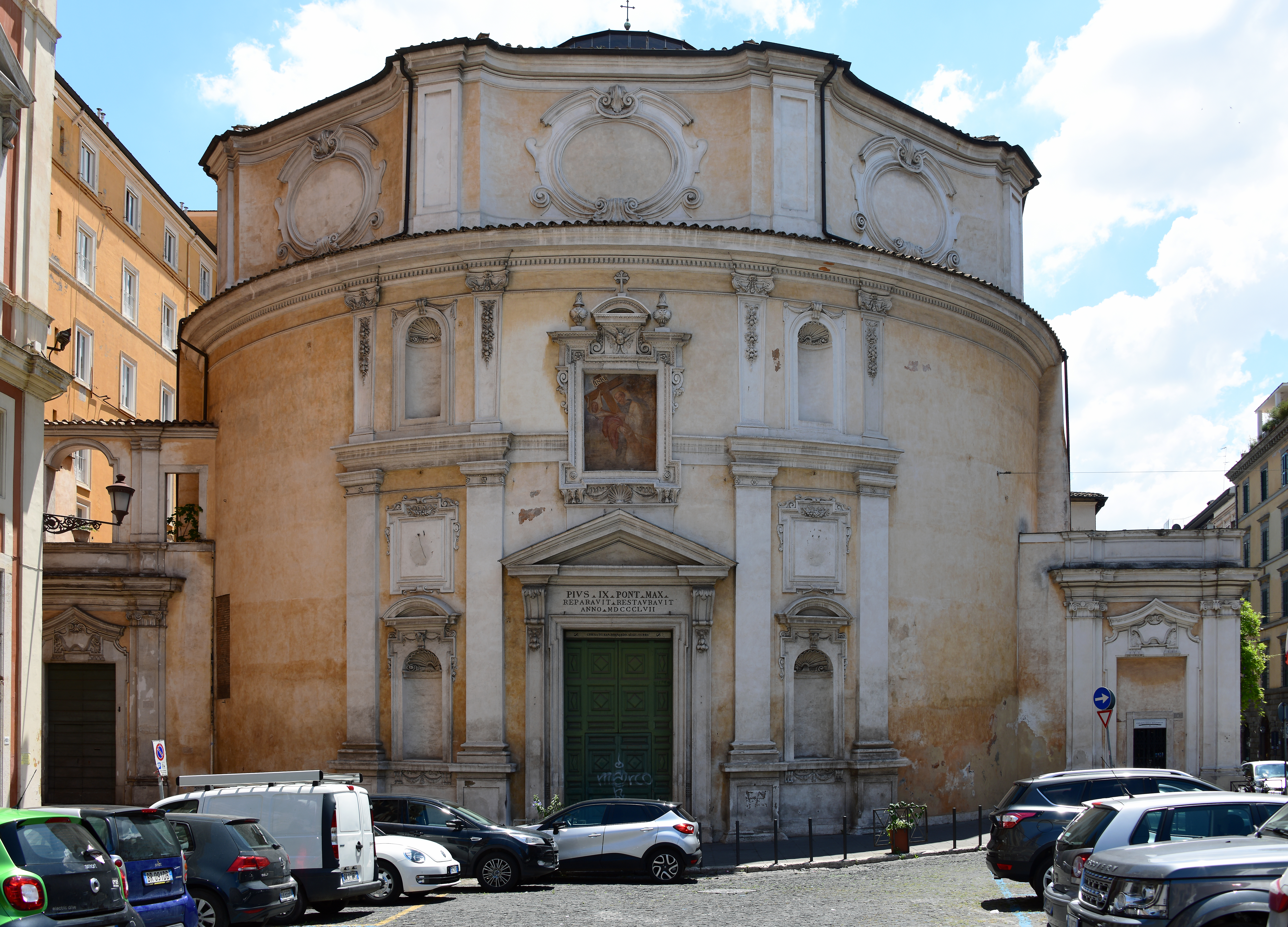
San Bernardo alle Terme, fundació fulienca a Roma.

### Els Fuliencs de França
Alguns dels membres del monestir de París, Saint-Bernard de la Pénitence, van ésser membres destacats de l'escola francesa d'espiritualitat, com Sans de Sainte-Catherine o Eustache de Saint-Paul, Charles de Saint-Paul, primer general dels fuliencs francesos i autor de la Geographia sacra (1641), el teòleg Pierre Comagère (mort 1662) o Laurent Apisius (mort 1681). El 1634 els fuliencs francesos van modificar parcialment les constitucions de 1595.
Durant el segle xviii, però, la congregacó va perdre la seva vitalitat inicial i cap al 1789, els fuliencs francesos eren només 162 monjos en 24 cases; va ésser dissolt en 1791 i no va tornar a revifar-se. Durant la Revolució francesa, el monestir fou ocupat per l'Assemblea Constituent, i donà nom al Club des Feuillants, club polític que agrupava els moderats i monàrquics constitucionalistes, que s'hi reunien.

### Els Bernadins Reformats italians
En 1667, els bernadins van modificar les constitucions generals de 1595. Entre els fuliencs italians destacats hi ha un nombre considerable d'erudits com el cardena Giovanni Bona, liturgista (mort 1674), Gabriele de Castello (mort 1687), general dels bernadins i cardenal, i el bisbe Carlo Giuseppe Morozzi, historiador, autor de Cistercii reflores centis … chronologica historia, història de l'orde.
L'orde italià fou suprimit en 1802, sota el govern de Napoléo I. Els fuliencs que restaren, anys després, es van integrar a la Congregación Romana de l'Orde del Cister.

## Monges Fulienques
L'orde no va mostrar especial interès per crear una branca femenina. Per pròpia iniciativa, Marguerite de Polestron (morta el 1598) va fundar un de Monges Fulienques (feuillantines) a Montesquiou (Gers), en 1588, que es va traslladar més tard a Tolosa. Un altre fou fundat per la reina Anna d'Àustria al Faubourg Saint-Jacques de París, en 1622. Van ésser els únics monestirs femenins de l'orde.